# Anubis inermis
Anubis inermis là một loài bọ cánh cứng trong họ Cerambycidae.